# Jardin botanique de Kisantu
Le jardin botanique de Kisantu est un parc et jardin botanique situé près de Kisantu dans le Bas-Congo en République démocratique du Congo. Créé en 1900 par le frère Justin Gillet de la Compagnie de Jésus, il a atteint son apogée à la fin des années 1950, avant de connaître plusieurs décennies d'abandon. Sa réhabilitation a été entreprise en 2004 grâce à un financement de l'Union européenne.

## Fondation et premières années
Peu après son arrivée au Congo en 1893, le frère Justin Gillet se voit confier l'entretien du jardin de la mission de la Compagnie de Jésus ; parallèlement, il s'intéresse à la flore locale et se lance dans des essais d'agriculture vivrière. En octobre 1898, il commence la plantation d'un premier jardin sur le plateau de la mission de Bergeyck-Saint-Ignace à Kisantu. L'année suivante, l'État indépendant du Congo lui accorde un subside pour le jardin, et en 1900, le plateau étant trop exigu, il l'installe dans la plaine fertile de l'Yindu (affluent de l'Inkisi), sur une superficie de 100 hectares, protégée par une digue et irriguée par un réseau de canaux et de rigoles.
À l'origine destiné à la culture des fruits et des légumes nécessaires à la communauté de missionnaires, le jardin du Frère Gillet alimente les colons de Thysville et d'autres localités du Bas-Congo jusque Boma et Léopoldville. Il devient aussi un jardin d'essais où sont introduites et acclimatées des espèces intéressantes pour le pays, et un jardin botanique où sont transplantées les espèces les plus caractéristiques de la flore indigène. Le jardin d'essais rassemble de nombreuses variétés d'agrumes et autres arbres fruitiers tropicaux, comme le mangoustanier d'Indonésie, ainsi qu'une collection de plus de 50 variétés de bananiers à fruits comestibles et ornementaux. Le frère Gillet expérimente aussi de nombreuses variétés de manioc et de riz et introduit une nouvelle variété de pomme de terre. Aux collections d'espèces locales s'ajoutent d'autres espèces tropicales obtenues grâce à des échanges avec d'autres jardins botaniques tropicaux du monde entier (Eala, Buitenzorg, Peradeniya, Rio de Janeiro...).
Un premier catalogue des collections est publié en 1909 : 600 espèces et variétés y sont recensées. Un deuxième catalogue qui liste quelque 1 000 espèces et variétés paraît en 1913. La dernière édition du catalogue, datée de 1927, est un véritable guide des cultures tropicales et subtropicales, énumérant 1 775 espèces et variétés cultivées à Kisantu.

## Période post-coloniale
Le jardin de Kisantu, qui était à son apogée sur le plan scientifique entre 1958 et 1960, s'ouvre au tourisme en 1972 avec l'aménagement d'une route et de diverses structures d'accueil ; 125 ha de savane sont ajoutés aux 100 ha du jardin du frère Gillet. Dès 1976, avec la zaïrianisation qui a aussi pour conséquence le départ du dernier directeur belge, Luc Pauwels, l'activité scientifique est délaissée au profit du culturel et du tourisme, favorisés par la création du Département de l'Environnement, de la Conservation de la Nature, et Tourisme. Le jardin manque cruellement de moyens pour gérer ses collections, mais le nombre de touristes continue à croître. La Compagnie de Jésus cède le terrain à l'État Congolais qui en confie la gestion de l’Institut des Jardins zoologiques et botaniques du Congo (IJZBC) créé en 1978.
Dans les années 1990, le jardin dont les collections sont encore entretenues tant bien que mal comporte, entre autres, une palmeraie (127 espèces), un arboretum de 200 espèces indigènes, une serre de plantes succulentes (147 espèces), une collection d'orchidées... L'espoir de jours meilleurs renaît grâce à la nouvelle culture de l'environnement qui se développe en Afrique et au soutien d'organisations internationales comme l'UICN, le WWF, le BGCI et l'Association africaine des zoos et des aquariums (PAAZAB),... hélas, au moment de la rébellion contre Mobutu, en 1997, les collections sont pillées et l'armée rebelle installe ses quartiers dans le jardin.

## Réhabilitation et perspectives d'avenir
En août 2004, un accord est signé entre le Jardin botanique national de Belgique et le WWF pour la réhabilitation du Jardin botanique de Kisantu dans le cadre du programme de « Renforcement des capacités de gestion de l’ICCN et appui à la réhabilitation d’aires protégées en RDC » financé par l’Union européenne. Au terme de la première phase du projet, trois ans plus tard, la serre des plantes succulentes est restaurée et divers bâtiments sont rénovés pour améliorer les capacités d'accueil et permettre ainsi au Jardin botanique d'assurer des formations en botanique et de sensibiliser le public à la conservation de la nature. Le barrage assurant l'alimentation en eau du jardin, qui avait cédé lors de fortes crues, est reconstruit. En 2011, le jardin du frère Gillet a retrouvé sa splendeur d'antan.
Depuis lors, le Jardin botanique est passé sur la tutelle de l'Institut congolais pour la conservation de la nature (ICCN) qui a absorbé les compétences de l’Institut des Jardins zoologiques et botaniques du Congo, et dont les missions ont été redéfinies. Fin octobre 2013, un accord est signé entre la Chambre de commerce germano-congolaise et l’ICCN, aux termes duquel la gestion du Jardin botanique de Kisantu est confiée à la princesse Odette Maniema Krempin, une femme d'affaires congolaise vivant entre son pays d'origine et l'Allemagne, à travers son projet Promo Kisantu Garden, ciblé essentiellement sur la modernisation des infrastructures pour le développement touristique du site.

## Affaire Stephan De Witte
Une enquête de la RTBF en collaboration avec Paris-Match révèle que Princesse Odette Maniema Krempin avait nommé au poste de directeur général du jardin botanique de Kisantu Stephan De Witte, qui partageait sa vie depuis 2012, ex-comptable belge, disparu sans laisser de traces en juin 2014 au Congo. C'est dans le parc de Kisantu qu'il avait été vu pour la dernière fois. Princesse Odette a mis plus de trois semaines à signaler la disparition de son compagnon et a refusé de répondre aux questions des enquêteurs belges venus l'entendre comme témoin en commission rogatoire à Francfort où elle réside. Une nouvelle enquête révèle, en janvier 2016, que Stephan De Witte aurait été présent à Kisantu jusqu'en août et qu'il aurait encore séjourné à Kinshasa jusqu'en octobre 2014 avant un départ précipité, de nuit, en compagnie de la princesse Odette. Le décès de cette dernière, à Goma, est annoncé en juillet 2016, sans que la lumière ait pu être faite sur cette disparition,.

## Destination touristique
En 2016, le jardin botanique de Kisantu est redevenu une des principales destinations touristiques de la République démocratique du Congo.

## Galerie

Photographies du Jardin botanique de Kisantu
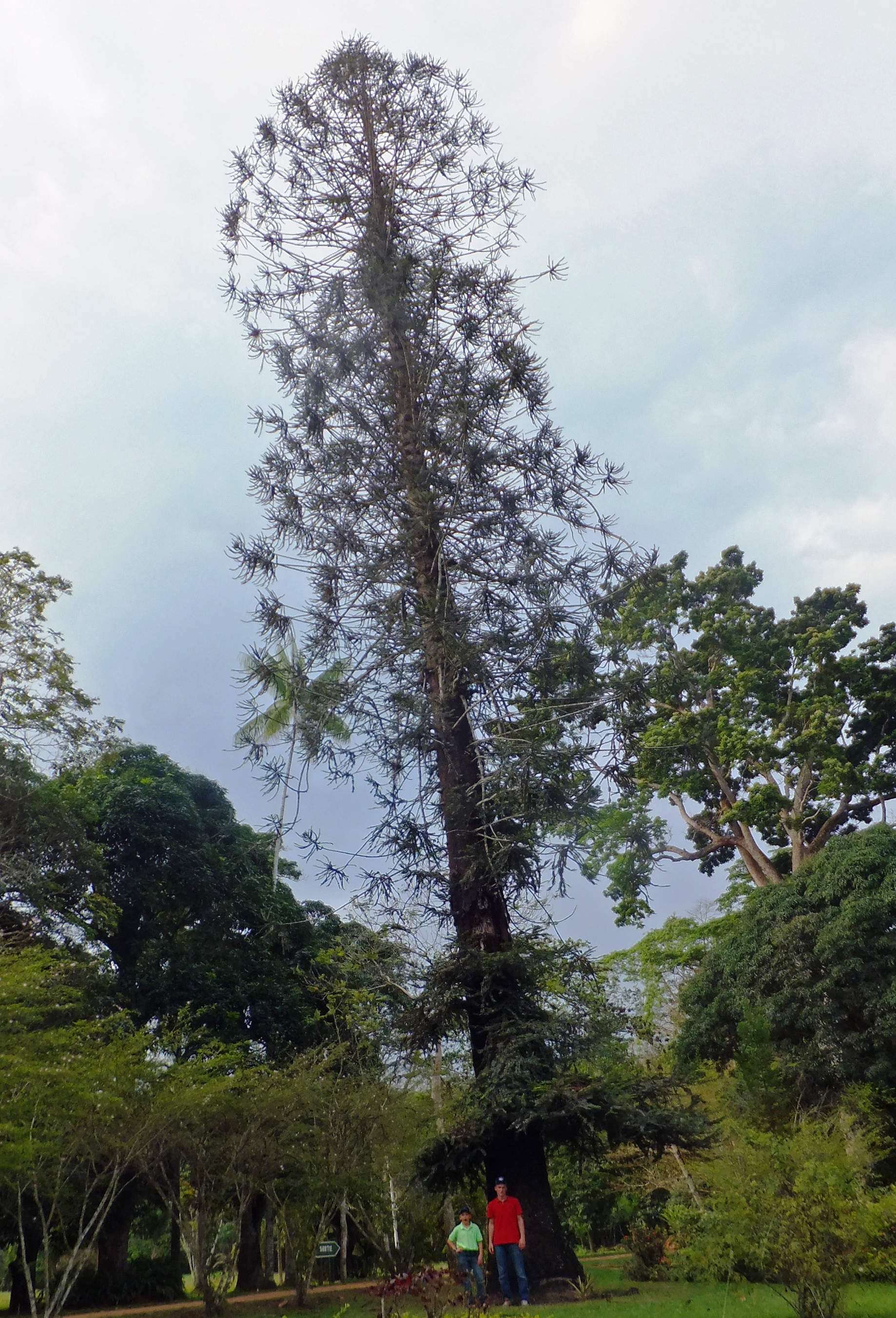
Araucaria, désespoir des singes
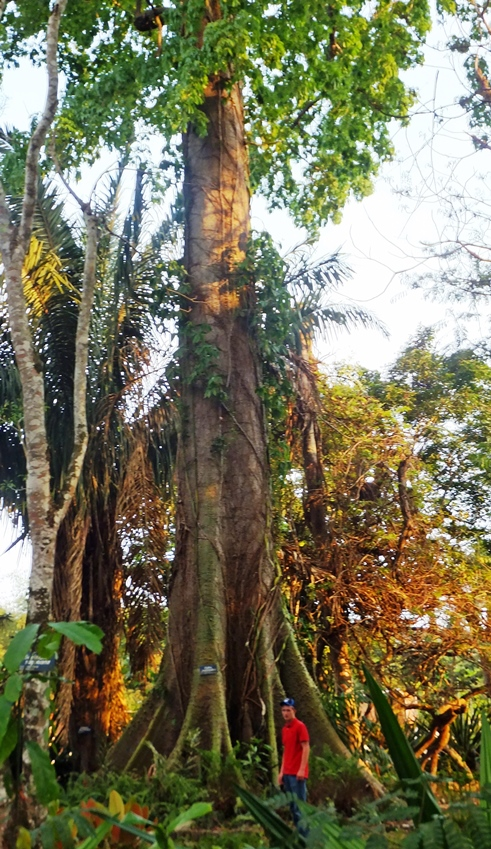
Kapokier (fromager)
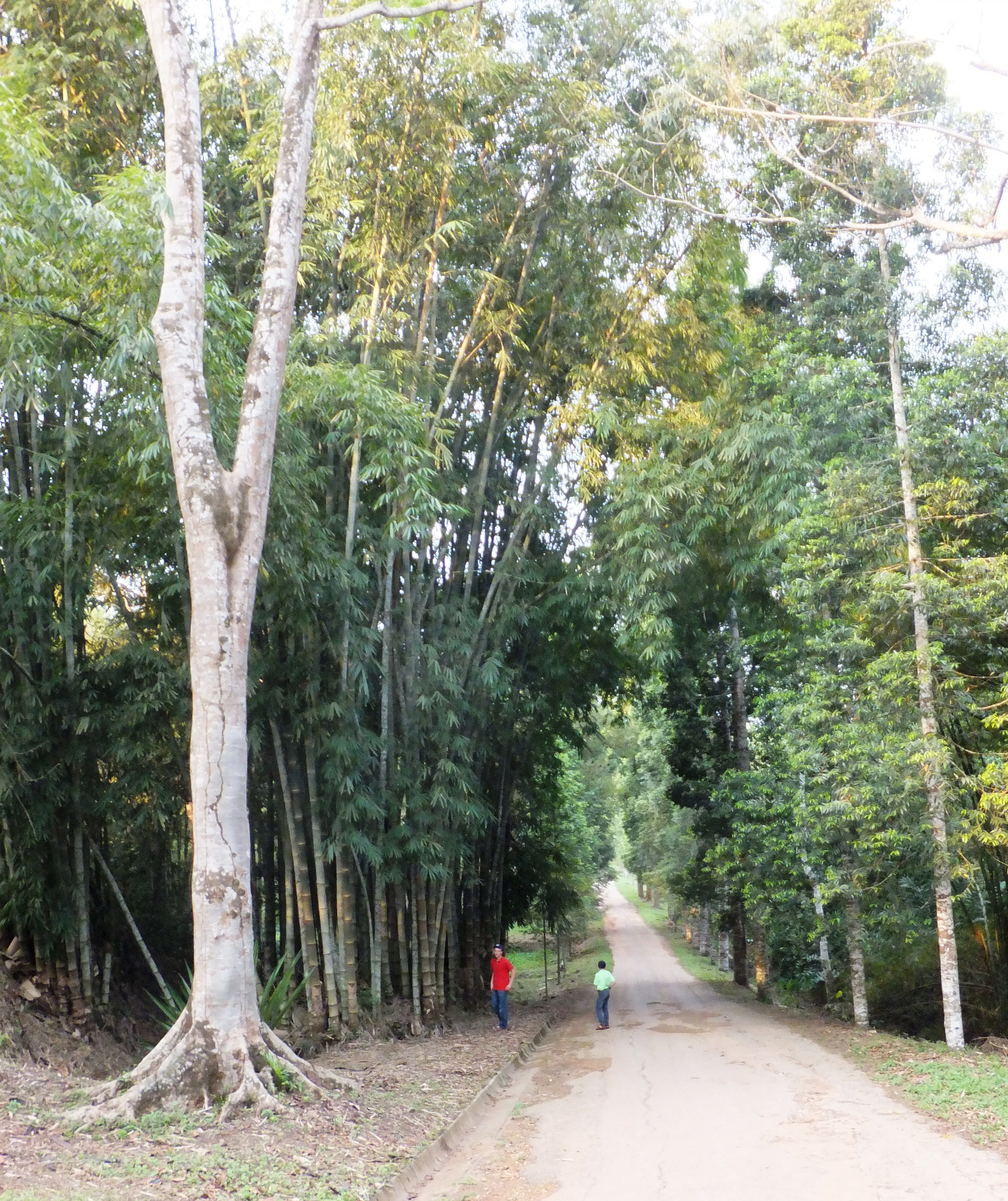
Allée

## Catalogues
- Égide Pâque, « Plantes cultivées par le Frère Just. Gillet, sj, dans les jardins de Kisantu (Mission Bergeyck-St-Ignace, Congo belge) », Agronomie Tropicale, vol. 1,‎ 1909, p. 17-32, 49-64, 81-95)
- R. Kinds, « Quelques conifères précieux introduits et cultivés dans le Jardin de la Mission de Kisantu », Bulletin agricole du Congo Belge, vol. 2, no 3,‎ 1911
- Justin Gillet, Jardin d'Essais de Kisantu (Congo Belge) : Plantes Introduites & Cultivées 1899-1913, Bruxelles, F. Van Gompel, 1913, 81 p.
- Justin Gillet, Catalogue des plantes du Jardin d'Essais de la Mission de Kisantu (Congo Belge), Bruxelles, 1927, 166 p.